# Margarito Tereré (película)
Margarito Tereré es una película de Argentina filmada en Eastmancolor dirigida por Waldo Belloso según su propio guion escrito en colaboración con Zulema Alcayaga que se estrenó el 27 de julio de 1978 y que tuvo como actores principales a Jovita Díaz y Armando Guerisoli.

## Sinopsis
La abuela del yacaré Margarito le deja como herencia un cofre cerrado y una carta.

## Reparto
- Jovita Díaz
- Armando Guerisoli
- Graciela Copa
- Bibiana Casamayor
- Antonieta Micheli
- César Franco
- Ricardo Guinzelbacher
- Antonieta Chinillato

## Comentarios
ML en La Prensa escribió:

«No tiene…otro alcance que el de una fábula del jardín de infantes.»

La Razón opinó:

«Tal vez un poco más de acción hubiera beneficiado el interés de niños mayorcitos.»

Manrupe y Portela escriben:

«Película simple acerca de un personaje medianamente popular entre los chicos de la época.»